# José Zaragoza i Alonso
José Zaragoza i Alonso (Molins de Rei, 12 de setembre de 1961) és un polític català militant del Partit dels Socialistes de Catalunya (PSC), diputat al Congrés dels Diputats en la X, XI, XII, XIII, XIV i XV legislatures.

## Biografia
Va néixer el 12 de setembre de 1961 en el municipi barcelonès de Molins de Rei. Casat amb Victoria Corbacho Arana, està afiliat al PSOE. No té estudis acadèmics ni experiència professional tret de la política. És fundador de l'agrupació local del PSC a Molins de Rei. En l'àmbit local, va ser regidor de l'Ajuntament entre 1983 i 1991. També fou primer secretari de la Federació del PSC al Baix Llobregat entre 1988 i 2004.
El 2004 va ser escollit com a secretari d'Organització del PSC i formà part de l'executiva de José Montilla i Pasqual Maragall, càrrec que va ocupar fins al 2011, quan va ser substituït per Daniel Fernández. Ha dirigit la campanya electoral del PSC de les eleccions generals de 2004 i 2008, de les eleccions europees de 2004 i 2009, de les eleccions municipals de 2007 i 2011, de les eleccions al Parlament de Catalunya de 2006 i dels referèndums de la Constitució Europea de 2005 i de l'Estatut de Catalunya de 2006.
El 2013 es va veure obligat a dimitir de la Comissió Executiva Federal del PSOE a causa de la seva relació amb el cas Método 3, malgrat que ell va defensar que no hi tenia cap implicació. El 2015 el Parlament el va cridar a comparèixer a la Comissió d'Investigació sobre el Frau i l'Evasió Fiscal i les Pràctiques de Corrupció Política arran de la seva vinculació amb aquest cas d'espionatge polític.
El mateix 2013 també va presentar la dimissió com a secretari general adjunt segon del Grup Parlamentari Socialista al Congrés dels Diputats, després de trencar la disciplina de vot del grup per votar a favor d'una proposta de resolució que proposava facilitar una consulta sobiranista a Catalunya.
Actualment (2015) és diputat del Congrés dels Diputats des del 2011 i membre del Comitè Federal del Partit Socialista Obrer Espanyol (PSOE) des del 2009, del qual també va formar part entre 1987 i 1997.